# 鈴木氏館
鈴木氏館（すずきしやかた）は、伊豆国田方郡江梨村（静岡県沼津市西浦江梨）にあった日本の城（城館）。別名江梨城、江梨館。後北条氏家臣・江梨鈴木氏歴代の居城で、現在跡地には海蔵寺が所在する。

## 概要
城主の鈴木氏は紀伊国熊野の藤白鈴木氏の支流とされ、鈴木繁伴が足利氏満に招かれて伊豆国に下向し伊豆・相模国の船大将を務め、後に後北条氏に属して江梨村ほか5か村を支配した。繁伴は大瀬崎に鈴木繁伴館を築いており、鈴木氏初期の居館であったとされ、現在は土塁などの遺構が見られるのみである。
館は現在の海蔵寺の地に置かれていたと考えられており、遺構は東海地震の津波でそのほとんどが破壊されたが、戦国期の石垣の一部が現存する。また、付近の水路の河口部が船溜りとなって水軍停泊地になっていたと推測されている。
天正18年（1590年）の小田原征伐において鈴木氏は後北条氏に従って没落し、本館も廃城になったと考えられる。このとき江梨城主・鈴木繁脩の弟とされる鈴木繁氏は家臣20余名を伴い陸奥国葛巻村高野城（現・岩手県葛巻町小屋瀬）に落ち延び、その子孫には盛岡藩初の儒医となった鈴木貢父がいるという。